# Rhene konradi
Rhene konradi är en spindelart som beskrevs av Wesolowska 2009. Rhene konradi ingår i släktet Rhene och familjen hoppspindlar. Inga underarter finns listade i Catalogue of Life.